# Condado de Hardin (Tennessee)
O Condado de Hardin é um dos 95 condados do Estado americano do Tennessee. A sede do condado é Savannah, e sua maior cidade é Savannah. O condado possui uma área de 1 544 km² (dos quais 48 km² estão cobertos por água), uma população de 25 578 habitantes, e uma densidade populacional de 17 hab/km² (segundo o censo nacional de 2000). O condado foi fundado em 1819.